# Баскаков, Анатолий Григорьевич
Анатолий Григорьевич Баскаков (род. 21 июля 1944, село Никольское, Воронежская область) — советский, российский математик, доктор физико-математических наук, профессор.

## Биография
Родился 21 июля 1944 года в селе Никольском Усманского района (ныне — Липецкой области). В 1969 году окончил математико-механический факультет Воронежского государственного университета. В 1973 году защитил кандидатскую диссертацию, в 1987 — докторскую. В 1991 году присвоено звание профессора.
C 1999 по 2014 возглавлял кафедру Математических методов исследования операций Воронежского государственного университета факультета Прикладной математики, информатики и механики. Соросовский профессор, член Американского математического общества.

## Основные темы научной деятельности
Получены спектральные критерии почти периодичности абстрактных уравнений в банаховых пространствах. Определён и изучен новый класс коммутативных регулярных банаховых алгебр с радикалом. Построена спектральная теория банаховых модулей над такими алгебрами. Для возмущённых линейных операторов с дискретным спектром развит метод подобных операторов. Получены оценки элементов обратных матриц и приложения к спектральной теории линейных операторов. Методами теории полугрупп исследованы спектральные свойства абстрактных параболических операторов. Заложены основы спектральной теории линейных отношений (линейных многозначных операторов) и получены приложения к вырожденным дифференциальным уравнениям.

## Основные публикации
- Баскаков А. Г. Спектральные критерии почти периодичности решений функциональных уравнений // Математические заметки, 1978. Т. 24, № 2. С. 195—206.
- Баскаков А. Г. Спектральный анализ возмущенных неквазианалитических и спектральных операторов // Известия РАН, серия математическая, 1994. Т. 58, № 4. С. 3-32.
- Баскаков А. Г. Полугруппы разностных операторов в спектральном анализе линейных дифференциальных операторов // Функциональный анализ и его приложения, 1996. Т. 30, № 3. С. 1-11.
- Баскаков А. Г. Оценки элементов обратных матриц и спектральный анализ линейных операторов // Известия РАН, серия математическая, 1997. Т. 61, № 6. С. 3-26.
- Баскаков А. Г., Чернышов К. И. Спектральный анализ линейных отношений и вырожденные полугруппы операторов // Математический сборник, 2002. Т. 193, № 11. С. 3-35.